# Aitor Pickett
Aitor Pickett (Ñuñoa, Chile, 5 de junio de 1999) es un baloncestista chileno con ciudadanía alemana que juega en la posición de pívot o ala-pívot para el Kirchheim Knights de la ProA, la segunda división del baloncesto profesional de Alemania.

## Trayectoria

### Clubes
| Club                    | País     | Año             |
| ----------------------- | -------- | --------------- |
| Estudiantes de Santiago | Chile    | 2017 - 2018     |
| Deportes Castro         | Chile    | 2018            |
| Universidad Católica    | Chile    | 2019 - 2021     |
| Atlético Puerto Varas   | Chile    | 2021 - 2022     |
| Kirchheim Knights       | Alemania | 2022 - Presente |

## Selección nacional
Pickett fue miembro de los seleccionados juveniles de baloncesto de Chile, actuando en torneos como el Campeonato Sudamericano de Baloncesto Sub-15 de 2014, el Campeonato Sudamericano de Baloncesto Sub-17 de 2015 y el Campeonato FIBA Américas Sub-18 de 2016 entre otros. 
También participó con la selección de baloncesto 3x3 de Chile Sub-23 en los Juegos Panamericanos Juveniles de 2021, donde obtuvo la medalla de bronce en el torneo masculino de la especialidad.
Con la selección absoluta debutó en 2021, en el marco de la clasificación de FIBA Américas para la Copa Mundial de Baloncesto de 2023.

## Vida privada
Pickett es hijo de Axel Pickett y Karin Heerwagen, ambos exjugadores de baloncesto. Tiene un hermano mellizo con el cual jugó en la Copa Soprole UC en representación del Colegio Calasanz.
Antes de partir a Alemania, había iniciado estudios de ingeniería civil industrial en la Universidad de Santiago de Chile, tras haber obtenido una beca de la institución reservada a los jóvenes deportistas destacados.